# Martín Miguel de Güemes
Pour les articles homonymes, voir Güemes.
Martín Miguel Juan de la Mata de Güemes Montero Goyechea y la Corte (Salta, 1785 ― Cañada de la Horqueta, province de Salta, 1821) était un chef militaire et homme politique argentin. Le rôle historique considérable qu’il lui fut donné de jouer se situe sur deux plans distincts :
- d’une part, dans le cadre de la guerre d’indépendance de l’Argentine, en tant qu’il sut, par une stratégie de guerre de harcèlement quasi ininterrompue, dite Guerra Gaucha, garantir les provinces septentrionales de l’Argentine actuelle — et, partant, le reste du pays — contre les tentatives de reconquête militaire entreprises au départ du Pérou par les royalistes espagnols à la suite de la révolution de Mai de 1810 à Buenos Aires ;
- d’autre part, dans le contexte de la première phase des guerres civiles argentines (opposant fédéralistes, partisans de l’autonomie provinciale, et unitaires, partisans d’un État centralisateur), en se faisant nommer gouverneur de la province de Salta sans l’assentiment du pouvoir central de Buenos Aires.

Son gouvernorat fut interrompu, après six houleuses années d’exercice, par sa mort prématurée, consécutive à une bénigne blessure par balle, mais compliquée par l’hémophilie dont il semble avoir été affecté.
Vénéré en Argentine comme un héros national, Güemes a donné son nom à diverses localités, institutions, grandes infrastructures etc.

## Origines et débuts dans la carrière militaire
Issu d’une famille aisée, Güemes eut pour père Gabriel de Güemes Montero, natif de Santander, dans la province espagnole de Cantabrie, homme de renom exerçant les fonctions de trésorier royal de la couronne espagnole, qui fit en sorte que son fils pût bénéficier d’une bonne éducation avec des précepteurs lui enseignant les connaissances philosophiques et scientifiques de son temps ; sa mère, María Magdalena de Goyechea y la Corte, était originaire de Salta. Il épousera en 1815 dans la cathédrale de Salta Carmen Puch, de qui il aura 3 enfants, et qui, après avoir appris la mort de son mari, décidera de se suicider, à l’âge de 25 ans.
Il suivit ses études primaires dans sa ville natale, en alternant enseignement formel et apprentissage des travaux des champs dans le domaine agricole où il vivait avec sa famille. À 14 ans, il s’enrôla dans le Régiment fixe d’infanterie de Buenos Aires, dont le quartier général était établi à Buenos Aires, mais qui maintenait aussi depuis 1781, à la suite de la rébellion de Túpac Amaru II, un bataillon à Salta.
En 1805, il fut envoyé avec son régiment à Buenos Aires, car le vice-roi Rafael de Sobremonte redoutait alors une attaque des Anglais. Celle-ci se produisit effectivement l’année suivante, et fut le point de départ des deux offensives britanniques contre le Río de la Plata, au cours desquelles il fut donné à Güemes de prendre part à la reconquête de Buenos Aires. L’année suivante, il participa également à la défense de la ville et eut l’occasion d’accomplir un singulier exploit : ayant avisé qu’un rapide du fleuve avait fait s’échouer un vaisseau anglais, il dirigea vers celui-ci une charge de cavalerie et l’aborda ; ce fut l’une des rares fois dans l’histoire militaire qu’un navire de guerre fut capturé par une troupe de cavalerie.
En 1808, il fut atteint d’une maladie de la gorge, dont il garda une grave déficience de locution, se manifestant par une prononciation nasillarde, sur laquelle ses compagnons le plaisantaient. Par ailleurs, il souffrait de symptômes attribuables à l’hémophilie, affection inconnue jusqu’alors, qui retarde grandement l’étanchement de sang des lésions externes et internes. 
Il réussit à obtenir son transfert à Salta.

## Première campagne militaire dans le Haut-Pérou
Le nouveau comité exécutif, dit Première Junte, qui fut institué à la suite de la révolution de Mai de 1810, décida d’envoyer dans le Haut-Pérou, qui faisait partie du territoire du Vice-royauté du Río de la Plata, la première d’une série d’expéditions militaires dite auxiliaires. Güemes, membre de l’armée du Nord, fut placé à la tête d’un escadron gaucho, lequel, positionné dans le défilé de Humahuaca (province de Jujuy) et dans les vallées de Tarija et de Lípez, était chargé d’empêcher la communication entre les contre-révolutionnaires et les troupes royalistes espagnoles du Haut-Pérou. Dans la bataille de Suipacha, livrée le 7 novembre 1810, unique triomphe des armes patriotes tout au long de cette première expédition, la participation du capitaine Güemes fut décisive. 
Il se maintint dans la zone du défilé jusqu’après la défaite des armées des provinces d’en-bas lors de la bataille de Huaqui, le 19 juin 1811, et apporta son aide aux vaincus en fuite ; c’est à ce moment qu’il inaugura sa fameuse guerre de ressources, qui lui permit peut-être de retarder l’avance des troupes royalistes, avant l’arrivée du gros de l’armée, sous le commandement du général royaliste Pío Tristán.
Avec son concours, le général Juan Martín de Pueyrredón parvint à traverser la selve de Salta et à sauver les bassins miniers relevant de l’hôtel des monnaies de Potosí, qui se trouvait aux mains des royalistes.
Le 18 janvier 1812, Güemes, sur ordre d’Eustoquio Díaz Vélez, sut récupérer pour les patriotes la ville de Tarija, tombée au pouvoir des partisans du vice-roi du Pérou, José Fernando de Abascal. Díaz Vélez lui ayant ordonné de réintégrer l’armée, Güemes s’exécuta emportant avec lui 300 hommes de troupe, 500 fusils et deux canons. Les révolutionnaires cependant furent contraints de se replier sur San Salvador de Jujuy devant l’avancée des troupes royalistes, numériquement supérieures, placées sous le commandement de José Manuel de Goyeneche.
Lorsque le général Manuel Belgrano prit la tête de l’armée du Nord et engagea la deuxième expédition auxiliaire dans le Haut-Pérou, il ordonna la mutation de Güemes pour motif d’indiscipline, conséquence d’une affaire de jupons d’un autre officier. Il fut versé dans l’État-Major général et demeura à Buenos Aires.

## Débuts de laGuerra Gaucha

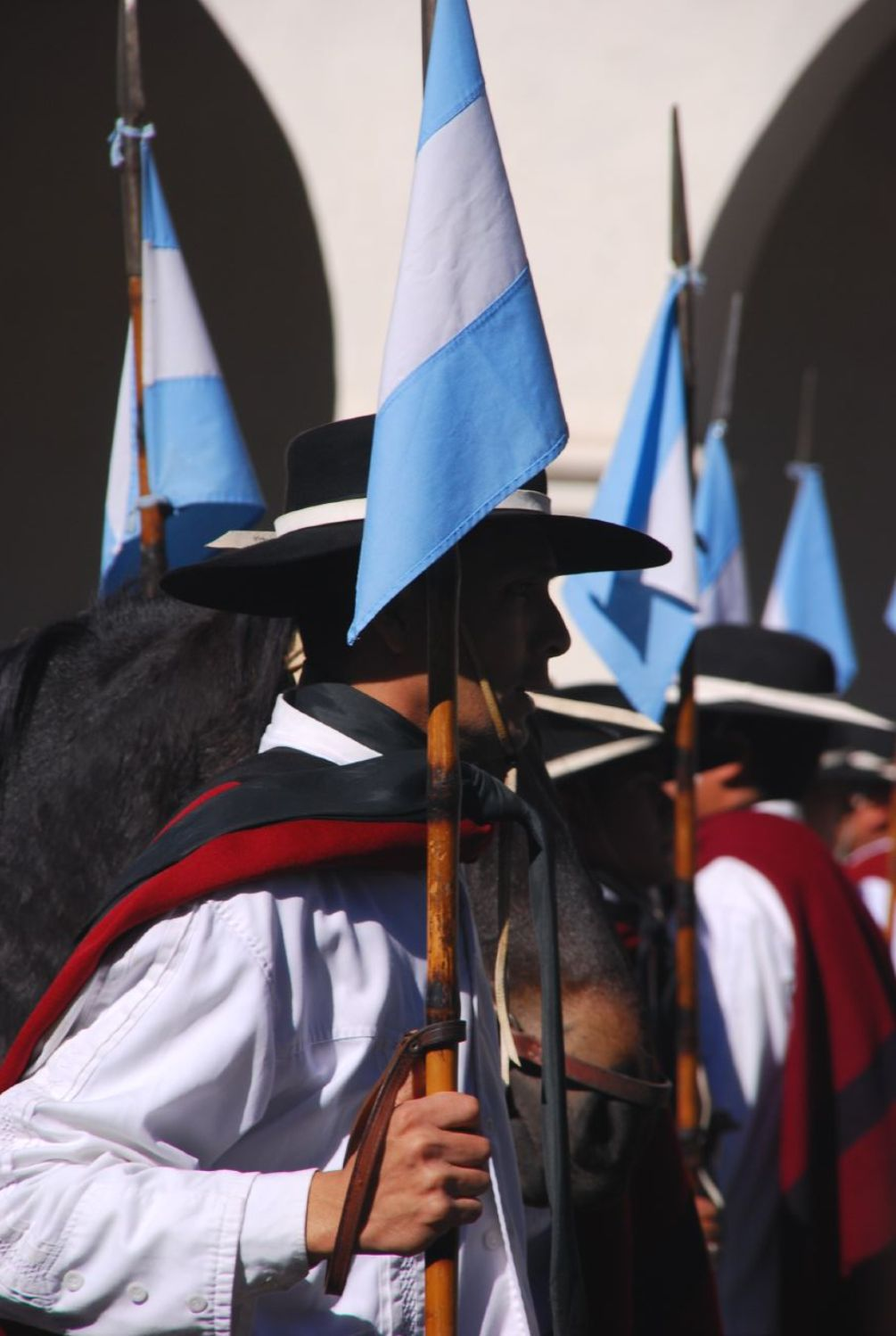
Gauchos argentins.

Quand fut connue la nouvelle du désastre patriote à la bataille d’Ayohuma, Güemes reçut le grade de lieutenant-colonel et fut envoyé dans le nord, au titre de chef des forces de cavalerie de José de San Martín, le nouveau commandant de l’armée du Nord. Lors de cette troisième expédition auxiliaire dans le Haut-Pérou, il eut la charge de l’avant-garde de l’armée en remplacement de Manuel Dorrego, autre officier brillant muté pour raisons de discipline.
À Salta, il fit figure de protecteur des pauvres et de partisan résolu de la révolution. Néanmoins, il peina à obtenir de nouvelles ressources de la part des milieux aisés. Parmi ses principaux collaborateurs figurait aussi sa sœur María Magdalena « Macacha » Güemes.
San Martín lui confia le poste avancé sur le río Pasaje (nommé ensuite río Juramento, en raison de ce que le général Belgrano y avait fait prêter serment d’obéissance au gouvernement de Buenos Aires, à l’assemblée de l'an XIII et au drapeau national). Peu après, il assuma aussi le commandement des troupes opérant dans la vallée de Lerma, où est sise la ville de Salta. C’est dans ces conditions qu’il lança sa guerre d’attrition, faite d’escarmouches et d’embuscades, dénommée Guerra Gaucha, aidé en cela par d’autres caudillos locaux, tels que Luis Burela, Saravia, José Ignacio Gorriti et Pablo Latorre. Ladite guerre consistait en une longue série de petits affrontements, quasi quotidiens, se réduisant à de brefs échanges de coups de feu suivis d'une rapide retraite. Par ce mode opératoire, quelques maigres troupes peu disciplinées et mal équipées, mais épaulées par la population, furent en mesure d’infliger de lourds dommages à une armée régulière d’invasion.
À l’aide de ses troupes composées de gauchos campagnards, Güemes sut ainsi stopper l’avancée du général Joaquín de la Pezuela et permettre que fût réalisée une nouvelle percée patriote vers le Haut-Pérou. Sous les ordres du général José Rondeau, il joua un rôle de premier plan dans la victoire à la bataille de Puesto del Marqués. Cependant, indigné par le mépris que manifestait Rondeau à l’égard de ses troupes et par l’indiscipline qui régnait dans l’armée, il se retira du front et s’achemina vers Jujuy. En effet, il tenait pour assurée la défaite de l’armée du Nord dans de telles conditions, et, dans cette éventualité, aurait besoin de ses hommes. Lors de son passage par Jujuy, il s’empara de l’armement de réserve de l’armée, ce qu’apprenant, Rondeau (qui allait plus tard être nommé Directeur suprême des Provinces Unies du Río de la Plata) le déclara traître.

## Gouvernorat de Salta
Le retour de Güemes à Salta avait, outre des motifs militaires, également des raisons politiques, ajoutées à ses aspirations personnelles au pouvoir, car il désirait évincer du gouvernement provincial de Salta le parti conservateur.
La nouvelle de la chute du Directeur suprême Carlos María de Alvear eut pour effet de dépouiller de son autorité le gouverneur-intendant Hilarión de la Quintana. De surplus, Quintana ne se trouvait pas à Salta, ayant en effet accompagné Rondeau, nommé entre-temps Directeur suprême ― mais temporairement remplacé à ce poste par un suppléant ―, dans sa marche sur le Haut-Pérou.
Lorsque Güemes arriva à Salta, le peuple sortit dans la rue pour réclamer au cabildo la nomination d’un nouveau gouverneur, sans la participation du Directoire. En plus d’être le seul candidat à se présenter dans l'immédiat, Güemes avait l’avantage que son frère, le docteur Juan Manuel Güemes, était pour cette année 1815 un des membres du cabildo. Celui-ci fit élire Martín Miguel de Güemes comme gouverneur-intendant de Salta, dont la zone de compétence englobait alors les villes de Salta, Jujuy, Tarija, San Ramón de la Nueva Orán et plusieurs districts ruraux. C'était la première fois depuis 1810 que les Salteños avaient pu élire eux-mêmes les autorités de Salta, ce qui impliquait de fait l’autonomie de Salta, en désobéissance ouverte envers l’autorité centrale du Directoire. 
Toutefois, le Cabildo de Jujuy refusa de reconnaître Güemes comme gouverneur. Face à ce rejet, et la menace d’une offensive royaliste contre la ville se précisant, il fit mouvement avec ses troupes jusqu’à Jujuy, afin de faire pression sur les habitants et obtenir ainsi que le cabildo le reconnût. De toute manière, le représentant local du gouverneur, Mariano de Gordaliza, ne pouvait assurément pas passer pour un subordonné complaisant de Güemes.
Deux semaines après avoir pris la direction des affaires à Salta, Güemes contracta mariage avec Carmen Puch, issue d’une famille très fortunée ayant des intérêts à Rosario de la Frontera.
Peu après son accession au pouvoir, et après que fut connue la réaction négative de Rondeau, arriva à Tucumán une force militaire venue de Buenos Aires, envoyée en renfort de l’armée du Nord, et placée sous les ordres de Domingo French. Attendu que celui-ci avait reçu instruction de renverser Güemes en passant par Salta, ce dernier lui interdit le passage qu’il ne l’eût d’abord reconnu comme gouverneur. Cependant, il était trop tard déjà : lorsque French arriva à Humahuaca, l’on apprit la calamiteuse défaite des forces patriotes commandées par Rondeau dans la bataille de Sipe-Sipe, le 29 novembre 1815. Cette nouvelle victoire des royalistes solda la perte définitive du Haut-Pérou, conséquence des ambitions personnelles de Rondeau et de Güemes.     
Rondeau, furieux contre Güemes en raison de la révolution à Salta et de ce qu’il avait empêché les renforts de lui parvenir, se replia sur Jujuy. Avec l’appui du gouverneur délégué Gordaliza, il se transporta ensuite à Salta et occupa la ville. Mais il se vit aussitôt encerclé par les guerrilleros gauchos et dut capituler, signant avec Güemes à Cerrillos un traité par lequel il le reconnut comme gouverneur et le chargea de la défense de la frontière. Quelque temps plus tard, Rondeau fut remplacé par Belgrano à la tête de l’armée du Nord, et par Pueyrredón à la tête du Directoire. Il n’y aura plus jamais toutefois d’expéditions militaires dans le Haut-Pérou.
Par la suite, les milices de gauchos, sous les ordres de Güemes, se vouèrent à exécuter en continu de nombreuses opérations militaires.

## Les invasions royalistes
Güemes et ses gauchos réussirent à stopper six autres puissantes offensives royalistes, dirigées par d’éminents chefs militaires espagnols. La première fut celle entreprise par le maréchal expérimenté José de la Serna e Hinojosa, qui, à la tête de 5 500 vétérans, s’était mis en mouvement au départ de Lima, en certifiant qu’avec ceux-ci il saurait récupérer Buenos Aires pour l’Espagne. Une fois vaincus et exécutés Manuel Ascensio Padilla, colonel de guerilleros, et Ignacio Warnes, l’un des dirigeants de la républiquette de Santa Cruz, il s’empara de Tarija, de Jujuy et de Salta, ainsi que des villages de Cerrillos et de Rosario de Lerma. Mais Güemes, en allant prendre position à Humahuaca, lui coupa les communications avec ses bases, battit un de ses régiments à San Pedrito et laissa sans vivres le chef-lieu de la province. De la Serna dut se retirer, harcelé sans cesse par les troupes de gauchos.
Plusieurs mois après, le général Pedro de Olañeta, ennemi juré de Güemes, revint à l’attaque et réussit à capturer le plus notable des seconds de Güemes, le général Juan José Feliciano Alejo Fernández Campero, communément appelé le marquis de Yavi, chef de la défense de la Puna. Cependant, il ne parvint pas à pénétrer au-delà de Jujuy.
Une nouvelle offensive eut lieu en 1818, menée par Olañeta et Valdés, puis une autre encore en 1819, sous le commandement d'Olañeta.
La plus importante toutefois fut celle que dirigea le commandant-en-second de De la Serna, le général Juan Ramírez Orozco, lequel se mit en marche en juin 1820 à la tête de 6500hommes. Mais invariablement, lors de chacune de ces offensives, Güemes força son ennemi à battre en retraite, après que celui-ci eut pris Salta et Jujuy.
Bien que ss structure militaire ne comportait pas à proprement parler d’état-major, Güemes s’appuyait dans la pratique sur un groupe organisé de cadres supérieurs, auquel appartenaient : Fernández Campero ; le colonel Francisco Pérez de Uriondo, responsable militaire de Tarija ; le colonel Manuel Arias, ayant à sa charge la ville d’Orán ; et le colonel José María Pérez de Urdininea, sorti des rangs de l’armée du Nord, à Humahuaca. Dans la vallée de Jujuy étaient positionnés les colonels Domingo Arenas à Perico et le lieutenant-colonel Eustaquio Medina, qui avait mission de défendre le río Negro. D’autres chefs militaires, comme José Ignacio Gorriti, Pablo Latorre ou José Antonio Rojas, chargés de surveiller une longue ligne de front, connue sous l’appellation de Línea del Pasaje, allant de Volcán (prov. de Jujuy) jusqu’au-delà de San Ramón de la Nueva Orán, soit plus de 700 km, devaient faire preuve d’une plus grande mobilité.
La population tout entière prenait part à la lutte : les hommes comme combattants, les femmes, les enfants et les vieillards comme espions et messagers. Les embuscades se multipliaient contre les postes avancés des troupes d’attaque, mais davantage encore contre l'arrière-garde et contre les lignes d’approvisionnement. Lorsque les royalistes s’approchaient d’un village ou d’un domaine agricole, les habitants se hâtaient de fuir en emportant vivres, bétail et toute chose susceptible d’être utile à l’ennemi. Si ce mode de combattre ruina évidemment l’économie de Salta, nul ne s’en plaignait, du moins parmi le petit peuple. Jamais, du reste, la guerrilla ne bénéficia d’un quelconque appui de la part du gouvernement du Directoire, tandis que l’aide fournie par l’armée du Nord demeura très limitée.
Le rôle de Güemes dans ce dispositif de défense consistait à concevoir la stratégie générale et à la financer. Il est à noter que si ses hommes se fussent laissés tuer pour lui, lui-même n’avait garde de participer au combat ; jamais il ne lui en fut fait grief, et jamais ses hommes n'eussent exigé de lui qu'il les accompagnât. La raison de cette réticence n’est pas la couardise, comme ont pu l’affirmer ses ennemis et les historiens du XIXe siècle, mais son hémophilie, par suite de laquelle la moindre blessure eût entraîné sa mort ― et de fait, une blessure de peu d’importance lui sera fatale.

## Dernière année
Güemes avait discuté avec San Martín de l’idée de lancer une offensive contre le Pérou au départ du Chili. Dans cette optique, San Martín avait besoin d’avoir ses arrières assurées, avec des forces s’activant à la frontière nord de la province de Salta, afin d'accaparer l’attention des troupes royalistes et de les maintenir très éloignées de Lima. La personne la plus apte à mener ces opérations était Güemes, raison pour laquelle San Martín le nomma général en chef de l’armée d’Observation. Güemes était informé en continu sur les mouvements de San Martín pendant sa campagne du Pacifique, et lorsque ce dernier débarqua sur le littoral péruvien, Güemes décida de faire mouvement vers le Haut-Pérou.
Pour ce faire, il ne pouvait cependant pas compter sur l’armée du Nord, dont il ne subsistait alors qu’une petite division sous le commandement du colonel Alejandro Heredia (qui était aux ordres de Güemes), et quelques armements dans la province de Tucumán. Ceux-ci toutefois se trouvaient aux mains du gouverneur Bernabé Aráoz, qui les utilisait pour tenter de ramener sous son autorité la province de Santiago del Estero.
Début 1821, le gouverneur de Santiago, Juan Felipe Ibarra, sollicita l’aide de Güemes, et celui-ci envahit Tucumán, davantage pour s’emparer des armes dont il avait besoin que par solidarité. Cependant, l’armée salteño, sous les ordres d’Heredia (d’origine tucumane), fut vaincue par l’armée tucumane sous le commandement d’Arias (natif de la province de Salta).
Le cabildo de Salta ― qui se composait de représentants des classes supérieures de la ville, lassées de payer les contributions forcées qu’exigeait Güemes ― mettant à profit l’absence du caudillo, l’accusa de « tyrannie » et proclama sa destitution. Plusieurs des membres du cabildo s’étaient mis d’accord avec le général Olañeta pour lui livrer la ville. Güemes retourna sans hâte dans la ville, l’occupa pacifiquement, tout en pardonnant aux révolutionnaires. Cet épisode vint à être appelé révolution du Commerce, laquelle, quoique avortée, donna naissance à un parti d’opposition, connu sous la dénomination de Patria Nueva par opposition à Patria Vieja, le parti de Güemes.
Entretemps cependant, Olañeta s’était mis en marche, et avait envoyé en avant le colonel « Barbarucho » Valdez par un chemin désert de la Puna, guidé par quelques membres de la famille royaliste Archondo. Le 6 juin, Valdez s’empara de la ville de Salta, et c’est alors que Güemes, sorti le combattre, fut atteint par une balle. Il continua à cheval jusqu'à un domaine agricole situé à deux lieues de la ville, mais l’hémorrhagie consécutive à sa blessure ne put jamais, en raison de son hémophilie, s’étancher. Il mourut dix jours plus tard, le 17 juin 1821, à l’âge de 36 ans, étendu en plein air, dans la ravine de la Horqueta, près de la ville de Salta, sur une civière qu’avait improvisée le capitaine de gauchos Mateo Ríos.

## Gloire posthume

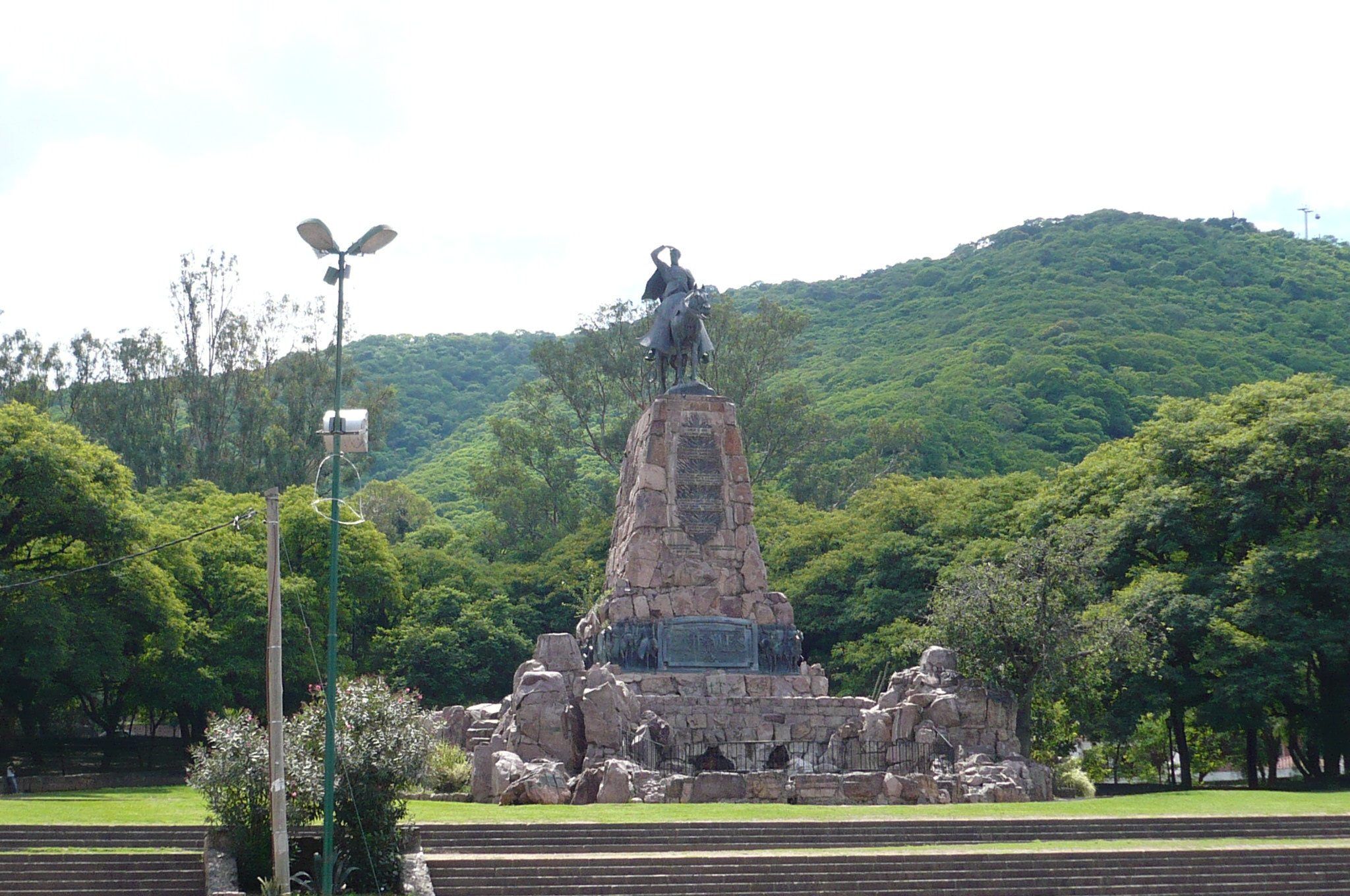
Monument à Güemes à Salta.

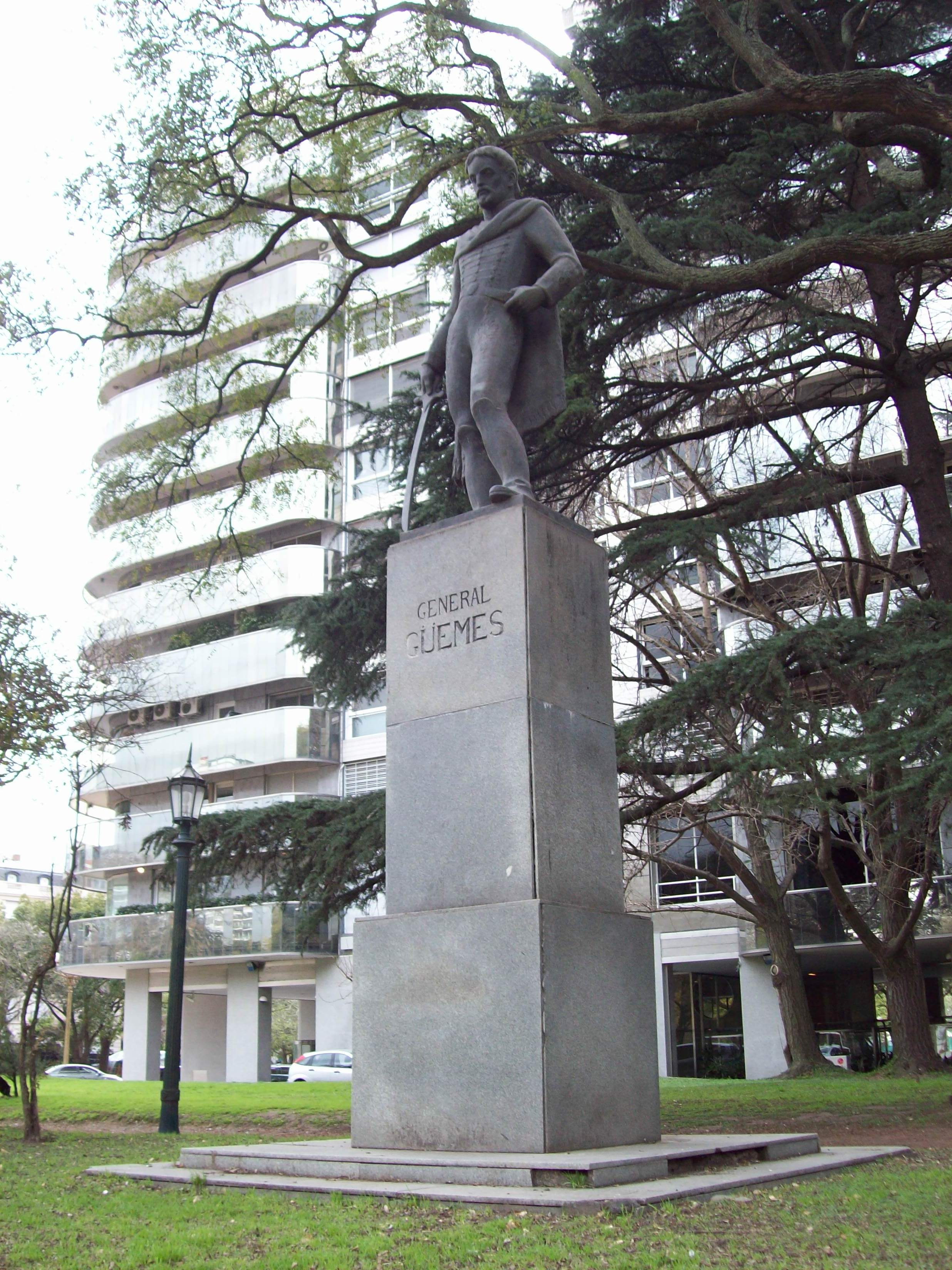
Monument au général Güemes sur la Plaza Chile de Buenos Aires.

Quelques semaines à peine après sa mort, ses hommes contraignirent l’armée espagnole à évacuer Salta ― la guerre des gauchos fonctionnait donc encore. Ce fut l’ultime invasion royaliste dans le nord de l’Argentine, par la mise en échec de laquelle Güemes, quand même il ne lui fut pas donné de le voir, vainquit définitivement ses ennemis.
Stratégiquement, les actions de Güemes dans la guerre d’indépendance de l’Argentine furent cruciales : sans sa résistance acharnée, il n’eût pas été possible, à la suite de trois défaites successives de l’armée régulière patriote, de défendre le nord du pays, ni de mener à bien les campagnes de San Martín. Sous son commandement, les villes de Salta et de Jujuy et leurs campagnes environnantes avaient pris sur elles, sans aide extérieure, la défense du reste de l’Argentine.
Néanmoins, l’on ne vit pas les choses de la même manière à Buenos Aires : la nouvelle de sa mort fut rendue publique sous le titre « Cela nous fait déjà un cacique en moins » ; l’article manifestait plus de soulagement à la mort d’un adversaire idéologique que de dépit à la suite de la perte de la ville de Salta au profit des royalistes.
Durant la majeure partie du XIXe siècle, tant à Salta que dans le reste de l’Argentine, la figure de Güemes fut présentée uniquement comme un caudillo ayant soulevé les masses rurales contre les élites de la société ; ce portrait se trouvait à peine nuancé par le patriotisme dont Güemes fit pourtant montre tout au long de sa carrière militaire. Ce n’est qu’au début du XXe siècle que cette image commença à évoluer, par les soins de son biographe le plus connu, Bernardo Frías, qui le dépeignit comme un chef militaire et un dirigeant politique patriote et désintéressé, apte à mobiliser les masses contre l’ennemi royaliste, incapable cependant de s’affranchir d’une vision élitiste traditionnelle de la société, qui l’empêchait d’apprécier pleinement ses gauchos. Güemes apparut peu à peu comme le chef acharné et héroïque des confins nord, pour enfin se muer, dans la province de Salta, en héros absolu.
Sa geste militaire fut narrée par l’écrivain Leopoldo Lugones, dans un recueil de nouvelles portant le titre de Guerra Gaucha, et l’usage s’est installé depuis lors de la désigner par cette appellation. Ses biographies les plus détaillées sont celle d’Atilio Cornejo, qui suit plutôt la ligne traditionnelle, et le monumental ouvrage Güemes documentado, de son descendant Luis Güemes, en 13 tomes.
Dans le dernier tiers du XXe siècle, l’on se mit également, en accord du reste avec d’autres études similaires consacrées aux caudillos fédéralistes, à voir en Güemes une sorte de protecteur des pauvres de sa province. Ce n’est qu’au début du XXIe siècle que l’on s’attela enfin à étudier plus avant les aspects politiques de son gouvernement, la structure d’affidations sur laquelle il s’appuyait, et les motivations de ses ennemis intérieurs.
Au début du XXIe siècle, un groupement politique jugea bon d’incorporer le nom de Güemes dans son intitulé.
Ses restes reposent dans le Panteón de las Glorias del Norte de la República, situé dans la cathédrale basilique de Salta.